# Ганнелоре Елснер
Ганнелоре Елснер (нім. Hannelore Elsner; нар. 26 липня 1942 — 21 квітня 2019) — німецька акторка театру і кіно.

## Кар'єра
Ганнелоре Елснер дебютувала в кіно у віці 17 років. Вона знялася у понад 200 фільмах і телевізійних проєктах.

## Вибіркова фільмографія
- 2018 «100 речей та нічого зайвого»
- 1991 «Ельза»
- 1960 «Марина»